# 慈恩寺 (瀋陽市)
慈恩寺（じおんじ）は、中華人民共和国遼寧省瀋陽市瀋河区にある浄土宗の寺院。

## 歴史
『瀋陽県志』によると、慈恩寺は後金の天聡2年（1628年）、釈恵清は般若寺を建立しました。清の順治元年（1644年）、道光3年（1823年）、民国12年（1923年）に拡張、修繕された。
民国元年（1912年）、僧侶の歩真はこの寺を再建することを主宰して、前後して山門、天王殿、配殿、鐘鼓楼、禅堂、念仏堂、両廊、比丘壇を建てた。民国8年（1930年）、大雄宝殿が完成し、これでこの寺は現在の規模になった。
1983年、中華人民共和国国務院は仏寺を漢族地区仏教全国重点寺院に認定した。1985年には瀋陽市文物保護単位に指定され、1988年に遼寧省文物保護単位に指定された。

## 伽藍
山門、天王殿、大雄宝殿（本堂）、伽藍殿、蔵経楼。